# Natalja Wiktorowna Maschina
Natalja Wiktorowna Maschina (russisch Наталья Викторовна Машина, * 28. März 1997 in Moskau) ist eine russische Fußballspielerin.

## Karriere

### Vereine
Maschina studierte zunächst an der Russischen Staatlichen Sozialuniversität in Moskau.
Im Alter von 17 Jahren bestritt sie für den CSP Izmaylovo Moskau ihre ersten drei Punktspiele im Seniorinnenbereich. Ihr Debüt in der Russian Supreme Division, die höchste Spielklasse im russischen Frauenfußball, gab sie zum Start der Spielzeit am 13. April 2014 bei der 0:2-Niederlage im Auswärtsspiel gegen den FK Zorkiy Krasnogorsk mit Einwechslung für
Anna Polyakova ab der 52. Minute.
Mit Beginn der Spielzeit 2015 gehörte sie der Frauenfußballmannschaft des FK Rossijanka an und kam im Zeitraum 18. Mai – 1. November in elf Punktspielen in der höchsten Spielklasse zum Zuge.
Von 2016 bis 2020 gehörte sie einem Verein am längsten an; für den ZSKA Moskau bestritt sie in dieser Zeit 57 Punktspiele, in denen ihr sieben Tore gelangen. Eine ähnliche „Torausbeute“ hatte sie mit fünf während ihrer Zugehörigkeit zu Zenit St. Petersburg in der Spielzeit 2020 und 2021 in 22 Punktspielen. Nach Moskau zurückgekehrt, wurde sie in der Frauenfußballmannschaft von Lokomotive Moskau in der Spielzeit 2022 17 Mal eingesetzt, in denen ihr vier Tore gelangen.
Um die Zeit zwischen den Spielzeiten (i. d. R. Mai bis Oktober) zu überbrücken begab sie sich das erste Mal ins Ausland. Für den türkischen Erstligisten Fatih Karagümrük SK kam sie in der Rückrunde der regulären Saison 2022/23 in fünf Punktspielen zum Einsatz, in denen sie sechs Tore erzielte. In der Meisterrunde war sie anschließend mit zwei Toren in vier Spielen erfolgreich. Ihr Debüt in der Kadınlar Süper Ligi gab sie am 18. Januar 2023 bei der 2:3-Niederlage im Heimspiel gegen Algal Sport, glich zum 1:1 in der fünften Minute aus und brachte ihre Mannschaft in der 13. Minute mit 2:1 in Führung. Beim 6:0-Sieg über Hakkarigücü am 29. Januar 2023 erzielte sie im Heimspiel mit den Treffern in der 37., 41. und 64. Minute sogleich einen Hattrick und damit auch die letzten drei in der Begegnung. Im August 2023 verließ sie den Verein und begab sich nach Belarus.
Der Frauenfußballmannschaft des FK Minsk gehörte sie bis Ende des Jahres 2023 an, bevor sie zur Frauenfußballmannschaft von Spartak Moskau wechselte.

### Nationalmannschaft
Als Nationalspielerin kam Maschina zunächst für die U-17- und U-19-Nationalmannschaft zu Länderspielen. Für die Nachwuchsnationalmannschaft der Altersklasse U17 kam sie u. a. am 29. Oktober und am 3. November 2012 in zwei Spielen der Gruppe 7 der ersten EM-Qualifikationsrunde zum Einsatz. Das erste Spiel wurde im Kaftanzoglio-Stadion in Thessaloniki mit 6:0 gegen die U17-Nationalmannschaft Rumäniens gewonnen, das zweite Spiel im Toumba-Stadion hingegen mit 1:7 gegen die U17-Nationalmannschaft Deutschlands verloren. Im August und Oktober 2014 wurde sie in zwei bzw. drei Spielen der ersten bzw. zweiten EM-Qualifikationsrunde eingesetzt.
Für die Nachwuchsnationalmannschaft der Altersklasse U19 bestritt sie u. a. drei EM-Qualifikationsspiele, wobei ihr im zweiten Spiel der Gruppe 10 (der ersten Qualifikationsrunde), ihrem ersten, beim 7:1-Sieg über die U19-Nationalmannschaft Sloweniens gleich zwei Länderspieltore gelangen.
Das erste Mal der A-Nationalmannschaft zugehörig, kam sie mit ihr am 6. Juni 2016 in Koprivnica in einem Freundschaftsspiel gegen die Nationalmannschaft Kroatiens mit Einwechslung für Anna Zaika in der 88. Minute zum Einsatz; die Begegnung wurde mit 3:0 gewonnen. Eine Niederlage folgte am 23. Oktober 2016 in einem Freundschaftsspiel gegen die Nationalmannschaft Belgien das in Tubize mit 1:3 verloren und in dem sie in der 76. Minute eingewechselt wurde.
23. Oktober 2016 in einem Freundschaftsspiel gegen die Nationalmannschaft Belgien zum Einsatz; das in Tubize mit 1:3 verloren und in dem sie in der 76. Minute eingewechselt wurde. Im Turnier um den Algarve-Cup 2017 kam sie im ersten und dritten Spiel der Gruppe A und im Spiel um Platz 7 bei der 0:4-Niederlage gegen die Nationalmannschaft Schwedens am 8. März in Albufeira zum Einsatz. Im ersten Gruppenspiel am 1. März in Lagos war sie die Siegtorschützin beim 1:0-Sieg über die Nationalmannschaft Portugals in der 85. Minute.
Nach einem weiteren in Freundschaft ausgetragenen Länderspiel (0:1 vs. Slowakei am 19. Januar 2018) war sie in vier Spielen der EM-Qualifikationsgruppe A vertreten, in denen sie zwei Tore erzielte. Nach drei Freundschaftsspielen bestritt sie fünf Spiele der WM-Qualifikationsgruppe E. Es folgten 20 Freundschaftsspiele (3 Tore) und zwei im Turnier um den Pinatar-Cup 2022.

## Erfolge
Nationalmannschaft
- Pinatar-Cup-Finalist 2022

ZSKA Moskau
- Russischer Meister 2019, 2020
- Russischer Pokalsieger 2017

Zenit St. Petersburg
- Russischer Pokalfinalist 2021

FK Rossijanka
- Zweiter Russische Meisterschaft 2015